# Fort Lachaux
Pour les articles homonymes, voir Lachaux (homonymie).
Le fort Lachaux, appelé brièvement fort Razout, est un fort de l'Est de la France, construit entre 1876 et 1878 par l'entreprise Adrien Hallier. C'est un ouvrage du type Séré de Rivières, faisant partie intégrante du môle défensif du Lomont avant 1906 et de la place fortifiée de Belfort après 1906.
Il est situé à 410 mètres d'altitude, au sommet d'une colline à la limite des communes de Montbéliard et de Grand-Charmont dans le département français du Doubs.

## Localisation

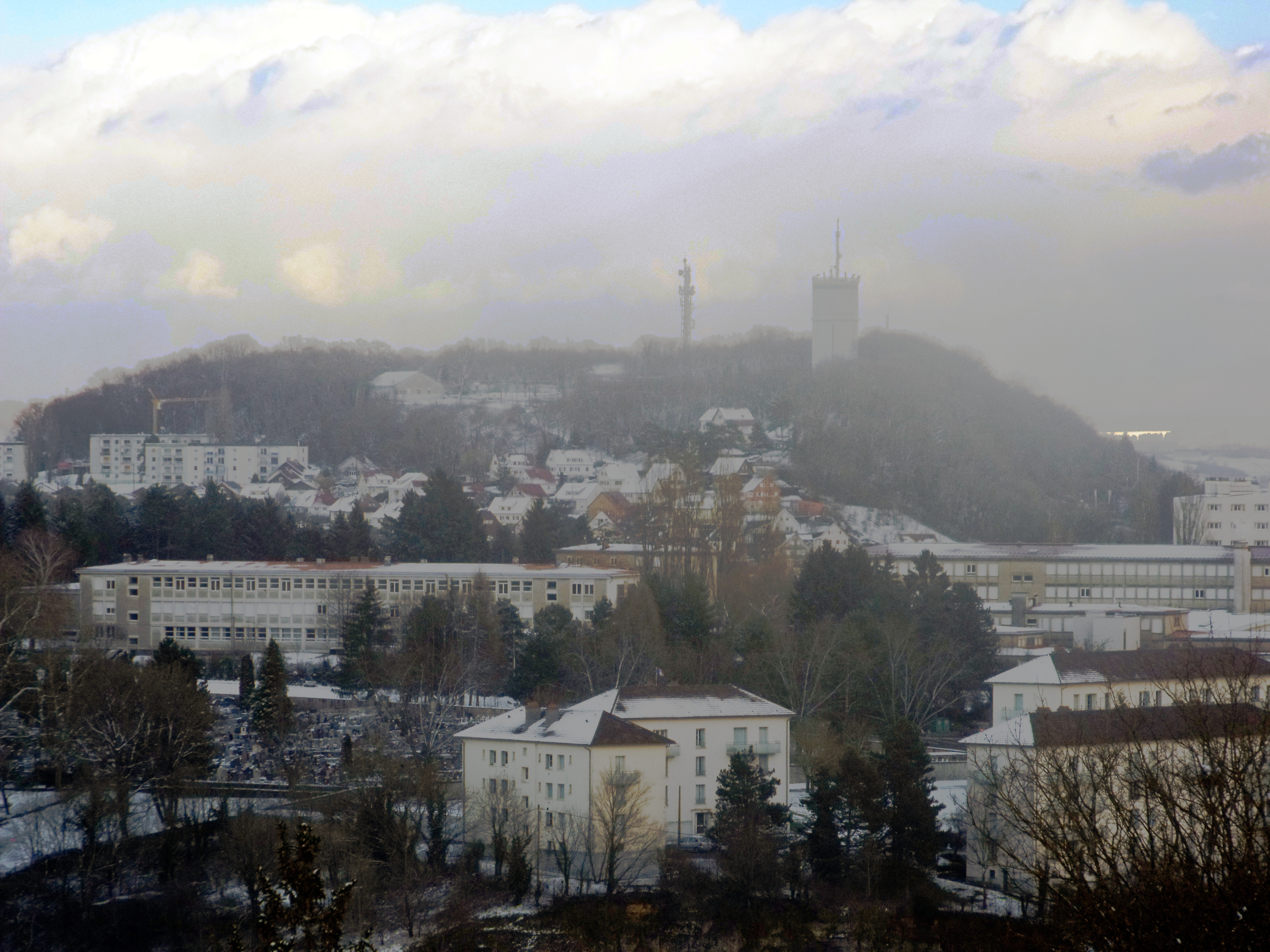
Colline du fort Lachaux

Le fort est situé sur le mont dit Lachaux, situé à la limite des communes de Montbéliard et de Grand-Charmont, à 410 mètres d'altitude.

## Histoire
Le fort est construit entre 1876 et 1878, et fait partie originellement de la défense de la place de Montbéliard, partie intégrante du môle défensif du Lomont jusqu'en 1906, date à laquelle il est intégré à la place fortifiée de Belfort.
À partir du 2 août 1914, les hommes non soumis aux obligations militaires sont réquisitionnés pour remettre en état le fort mais à partir de 1916, le fort est délaissé au profit de la ligne de front.
le fort a été partiellement rasé dans les années 1950 pour permettre la construction de bâtiments des usines Peugeot. Ne subsiste que l ‘entrée, le casernement et une partie de l’enveloppe. Le casernement est utilisé comme stand de tir par la police nationale. Des animations sont proposées sur place : ferme pédagogique, piste pour voitures radiocommandées, escape game...

## Description
Constitué d'une enveloppe et d'un réduit, le fort était de forme trapézoïdale, à massif central avec entrée défendue par un pont-levis à bascule par en dessous. Trois caponnières-doubles, 2 simples et une "tunnel" assuraient la défense des fossés. Prévu pour 708 hommes et officiers, il disposait d'une infirmerie, de 2 citernes et 2 fours Lespinasse, ainsi que de deux magasins à poudre et un à munitions. L'armement a varié de 43 canons et mortiers en 1879 à 25 en 1914, non compris la défense des fossés. Le poste de télégraphie optique par faisceau lumineux communiquait avec les forts de Mont Vaudois, Mont Bart, Lomont et Bois d'Oye.